# New Shepard
New Shepard è un lanciatore suborbitale con decollo e atterraggio verticali (VTVL) di Blue Origin in fase di sviluppo come sistema commerciale per il turismo spaziale suborbitale. Blue Origin è di proprietà dell'imprenditore e fondatore di Amazon Jeff Bezos e dell'ingegnere aerospaziale Rob Meyerson. L'amministratore è Robert Smith, vincitore del Silver Snoopy Award.
Il nome New Shepard fa riferimento al primo astronauta statunitense nello spazio, Alan Shepard, uno degli astronauti del gruppo Mercury Seven, che salì nello spazio con una traiettoria suborbitale simile a quella programmata per New Shepard.
I prototipi del motore e i primi voli di test cominciarono nel 2006, mentre lo sviluppo del motore BE-3, in scala 1:1, cominciò all'inizio degli anni 2010 e fu completato nel 2015. Nel 2015 cominciarono le prove di volo senza equipaggio del veicolo completo (modulo di propulsione e capsula).
Il 23 novembre 2015, dopo aver raggiunto l'altitudine di 100,5 km (62,4 mi), il booster del New Shepard effettuò con successo un atterraggio morbido verticale; fu la prima volta che un booster suborbitale ritornò dallo spazio e fece un atterraggio verticale. Il programma di test continuò nel 2016 e nel 2017 con altri quattro voli di prova con lo stesso veicolo (NS2) nel 2016 il primo volo di prova del veicolo NS3 nel 2017.
Blue Origin ha effettuato il primo volo di prova con equipaggio 20 luglio 2021, al quale ha partecipato lo stesso Jeff Bezos.

## Storia

### Sviluppo del primo motore e del primo veicolo di Blue Origin
Il primo veicolo del programma di sviluppo New Shepard era un veicolo dimostrativo in scala di nome Goddard, costruito nel 2006 in seguito ai precedenti lavori per lo sviluppo del motore di Blue Origin. Goddard fece il suo primo volo il 13 novembre 2006.
Il veicolo di lancio Goddard fu assemblato nell'impianto di Blue Origin vicino a Seattle, Washington. Sempre nel 2006, Blue Origin ha avviato il processo di costruzione di un centro di collaudo e operazioni aerospaziali su una porzione del Corn Ranch, un appezzamento di 165 000 acri (668 km²) acquistato da Bezos distante 40 chilometri (25 mi) a nord di Van Horn, in Texas. Il responsabile del progetto Blue Origin, Rob Meyerson, ha dichiarato di aver scelto il Texas come sito di lancio soprattutto a causa delle connessioni storiche dello stato con l'industria aerospaziale, sebbene tale industria non si trovi vicino al sito di lancio pianificato e il veicolo non sarà fabbricato in Texas.
Sulla via dello sviluppo di New Shepard, era necessaria anche una capsula per l'equipaggio, e il progetto fu iniziato su una capsula spaziale nei primi anni 2000. Una pietra miliare dello sviluppo lungo la strada divenne pubblica. Il 19 ottobre 2012, Blue Origin ha condotto con successo una pad escape (fuga dalla piattaforma di decollo) di una capsula di equipaggio suborbitale presso il proprio sito di lancio West Texas. Per il test, la capsula ha accesso il suo motore di spinta ed è stata lanciata da un simulatore di lanciatore. La capsula dell'equipaggio è arrivata a un'altitudine di 2 307 ft (703 m) sotto l'attivo controllo del vettore di spinta prima di scendere in sicurezza con il paracadute su un atterraggio morbido a 1 630 ft (500 m) dalla piattaforma.
Nell'aprile 2015, Blue Origin ha annunciato di aver completato i test di collaudo del motore BE-3 che avrebbe alimentato il più grande veicolo New Shepard. L'azienda ha anche annunciato che intendevano iniziare le prove di volo del New Shepard più tardi nel 2015, con voli iniziali programmati con frequenza mensile, con "una serie di dozzine di voli nel corso del programma di test suborbitali [che dureranno] un paio di anni per essere completati." Lo stesso mese, la Federal Aviation Administration ha annunciato che i documenti normativi per il programma di test erano già stati archiviati e approvati, e che i voli di prova dovevano iniziare prima di metà maggio 2015.
Al febbraio 2016, erano stati costruiti tre veicoli New Shepard. Il primo è stato perso in un test ad aprile 2015, il secondo era volato due volte, e il terzo stava completando la produzione presso la fabbrica Blue nel Kent, a Washington.

### Programma di test di volo
Nel 2015 è stato avviato un programma pluriennale di test di volo, ancora in corso nel 2021. A metà 2016, il programma di test era sufficientemente avanzato che Blue Origin ha iniziato a volare carichi utili di ricerca suborbitali per le università e la NASA.

#### New Shepard 1
Il primo volo del veicolo New Shepard (NS1)  è stato condotto il 29 aprile 2015 in cui il veicolo raggiunse l'altitudine di 93,5 km (307 000 ft). Mentre il volo di prova nel suo insieme è stato considerato un successo, e la capsula è stata recuperata tramite atterraggio con paracadute, il booster si è schiantato all'atterraggio e non è stato recuperato a causa di un guasto della pressione idraulica nel sistema di controllo del veicolo durante la discesa.

#### New Shepard 2
Dopo la perdita di NS1, è stato costruito un secondo veicolo New Shepard, NS2. Il modulo di propulsione del New Shepard 2 ha realizzato cinque voli di successo nel 2015 e nel 2016, ritirandosi dopo il suo quinto volo nell'ottobre 2016. 

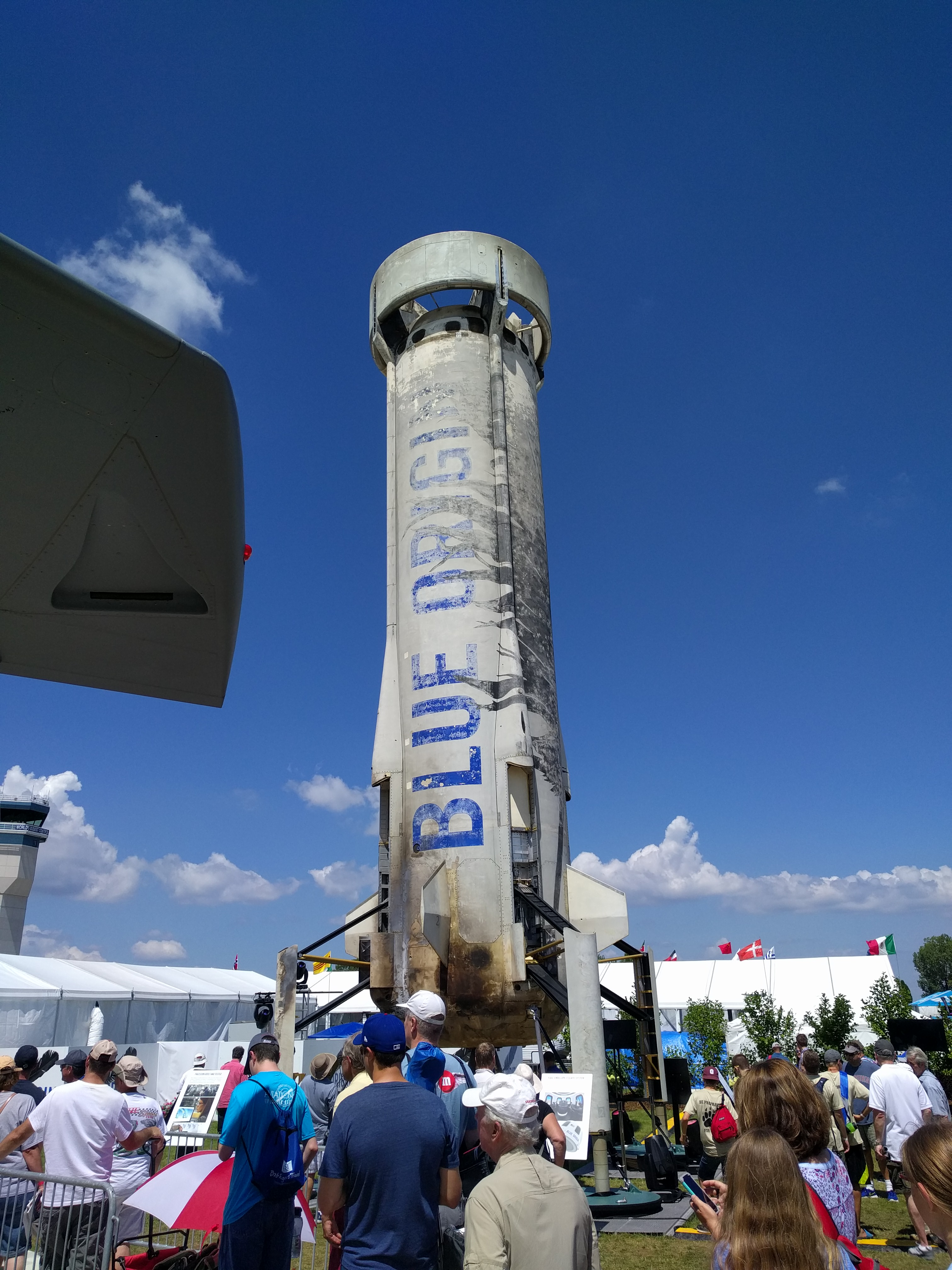
NS2 al 2017 EAA Airventure

##### Primo atterraggio morbido verticale
Il suo primo volo, e il secondo volo di prova di New Shepard in generale, è stato effettuato il 23 novembre 2015, durante il quale si raggiunsero 100,5 km (330 000 ft) di altitudine e si riuscì a recuperare sia la capsula, sia il booster. Il razzo di lancio ha eseguito con successo un atterraggio verticale motorizzato. Questo è stato il primo atterraggio verticale di questo genere sulla Terra dopo aver viaggiato a più di 3 140 m (10 300 ft), altitudine che la McDonnell Douglas DC-X raggiunse negli anni '90, e il primo dopo aver spedito qualcosa nello spazio. Jeff Bezos ha detto che Blue Origin ha pianificato di utilizzare la stessa architettura di New Shepard per il booster del loro veicolo orbitale.

##### Secondo atterraggio morbido verticale
Il 22 gennaio 2016, Blue Origin ha ripetuto con successo il profilo di volo del 23 novembre 2015 con lo stesso veicolo New Shepard. Il New Shepard ha raggiunto un'altitudine massima di 101,7 km (63,2 mi), e, dopo la separazione, sia la capsula che il veicolo di lancio sono tornati a terra intatti. Questo risultato ha dimostrato la riutilizzabilità di New Shepard e in 61 giorni.

##### Terzo atterraggio verticale morbido
Il 2 aprile 2016, lo stesso booster New Shepard ha volato per la terza volta, raggiungendo i 103,8 km, prima di tornare con successo.

##### Quarto atterraggio morbido verticale
Il 19 giugno 2016, lo stesso booster New Shepard è volato, ora per la quarta volta, raggiungendo di nuovo oltre 100,6 km, prima di tornare con successo con un atterraggio a razzo VTVL.
La capsula è tornata di nuovo sotto paracadute ma, questa volta, ha fatto una discesa di prova con solo due paracadute prima di terminare con un breve impulso di propulsione a retrorazzi per rallentare la velocità d'impatto a terra a 3 mph (4,8 km/h). I due paracadute "hanno rallentato la discesa a 23 miglia all'ora, a differenza dei soliti 16 con tre paracadute". Gli attenuatori ammortizzabili sono utilizzati per ridurre ulteriormente lo shock di atterraggio attraverso la deformazione che assorbe l'energia.

##### Quinto e ultimo test di volo di NS2: ottobre 2016
Il 5 ottobre 2016 è stato condotto il quinto e ultimo test di volo del modulo di propulsione NS2 L'obiettivo principale era quello di portare il modulo passeggeri fino al punto di massima pressione dinamica a velocità transonica e condurre una prova del launch escape system. I colpi e le forze esercitate sul modulo di propulsione dopo la separazione ad alta velocità della capsula passeggeri non erano previste nell'originale design del modulo, pertanto ci si aspettava NS2 non sarebbe stato in grado di sopravvivere e atterrare e, se lo avesse fatto, Blue aveva dichiarato che NS2 sarebbe stato ritirato per diventare un oggetto da museo. In questo caso, il test di volo ha avuto successo. L'abort si è verificato e NS2 è rimasto stabile dopo la separazione della capsula, ha completato la sua ascesa nello spazio ed è atterrato con successo per la quinta e ultima volta.

#### New Shepard 3
New Shepard 3 (NS3), anche detto RSS H. G. Wells in onore dell'omonimo autore, è stato modificato per aumentare la riutilizzabilità e migliorare la protezione termica; comprendeva un modulo di propulsione riprogettato e nuovi pannelli di accesso per una manutenzione più rapida e una migliore protezione termica. NS3 è il terzo modulo di propulsione costruito. È stato completato e spedito al sito di lancio a settembre 2017 sebbene parti di esso siano state costruite già a marzo 2016. Le prove di volo sono iniziate nel 2017 e sono proseguite nel 2019. La nuova Crew Capsule 2.0, dotata di finestre, è integrata nell'NS3. NS3 è stato usato esclusivamente per il trasporto di merci, non per il trasporto di passeggeri.
Il primo test di volo è avvenuto il 12 dicembre 2017. Questo è stato il primo volo eseguito sotto il regime normativo di una licenza di lancio concessa dalla Federal Aviation Administration degli Stati Uniti. Precedenti voli di prova erano stati fatti con un permesso sperimentale, che non permetteva a Blue di guadagnare dalle merci trasportate. Ciò ha reso il volo di NS3 il primo volo redditizio per carichi utili, e ha effettuato 12 esperimenti sul volo, oltre a un manichino di prova soprannominato "Mannequin Skywalker".
Dal volo inaugurale, "Blue Origin ha apportato aggiornamenti al veicolo [...] destinati principalmente a migliorare l'operabilità piuttosto che le prestazioni o l'affidabilità. Questi aggiornamenti hanno richiesto più tempo del previsto" portando a una intervallo di diversi mesi tra i voli. Il secondo volo di prova ha avuto luogo il 29 aprile 2018. Il quarto volo dell'NS3, e il decimo volo del programma, erano stati originariamente programmati per dicembre 2018, ma sono stati rinviati a causa di "problemi relativi all'infrastruttura di terra". A seguito di una diagnostica del problema iniziale, Blue ha riprogrammato il lancio per l'inizio del 2019, dopo aver scoperto che anche "sistemi aggiuntivi" necessitavano di riparazioni. Il volo è stato eseguito il 23 gennaio 2019 e il veicolo ha volato con successo raggiungendo un'altitudine massima di 106,9 km.  È stato usato per collaudare SPLICE ("Safe and Precise Landing – Integrated Capabilities Evolution"),  un progetto dimostrativo della NASA per una tecnologia di allunaggio, in due voli distinti nell'ottobre 2020 (NS-13) e nell'agosto 2021 (NS-17).

#### New Shepard 4
New Shepard 4 (NS4), conosciuto come RSS First Step, è stato il quarto modulo propulsivo ad essere stato costruito e il primo a portare passeggeri umani. Bezos stesso è stato un passeggero. Il veicolo è stato costruito nel 2018 ed è stato spostato alla struttura di lancio Blue Origin nel West Texas nel dicembre 2019. Il lancio inaugurale senza equipaggio dell'NS4 avvenne il 14 gennaio 2021. Il New Shepard 4, con quattro passeggeri, è stato lanciato il 20 luglio 2021. Al 5 ottobre 2021, New Shepard 4 ha volato solo tre volte, con un quarto volo programmato per il 13 ottobre 2021, portando 4 passeggeri. Questo volo sarebbe il diciottesimo volo in generale nel programma New Shepard.
Altri veicoli sono in costruzione. È stato pianificato un ordine di costruzione iniziale di sei veicoli, ognuno dei quali richiede da 9 a 12 mesi per la costruzione. Dopo la costruzione iniziale e dopo aver completato un vasto programma di volo di prova, Blue Origin intende "lasciare che la domanda di turismo spaziale e di ricerca determini quanti veicoli aggiuntivi potrebbero essere necessari".

### Voli commerciali
Per molti anni, Blue non ha rilasciato dichiarazioni pubbliche sulla data di inizio dei voli commerciali di New Shepard . Ciò cambiò nel giugno 2018 quando la compagnia annunciò che mentre continuava a pianificare il volo di passeggeri interni iniziali più tardi nel 2018, non avrebbe venduto biglietti commerciali per New Shepard fino al 2019.
Il primo volo di Blue Origin con passeggeri a bordo è stato il sedicesimo volo del programma New Shepard (NS-16) avvenuto il 20 luglio 2021. Un posto era stato messo all'asta il 12 giugno 2021 per 28 milioni di dollari, devoluti alla fondazione di Blue Origin, Club for the Future, che ha lo scopo di ispirare le generazioni future a perseguire carriere nei campi STEM. Tuttavia, per via di problemi di programmazione, il vincitore dell'asta non partecipò al volo NS-16, ma è in programma per un volo successivo. I passeggeri a bordo del volo NS-16 del 20 luglio sono stati Jeff Bezos, Mark Bezos, Wally Funk e Oliver Daemen. All'età di 82 anni, Funk è stata la persona più anziana, e Daemen, diciottenne, la più giovane, a viaggiare nello spazio. Daemen occupò il posto che il vincitore dell'asta non poté usare. Il fatto che la famiglia di Daemen ha pagato per il suo volo, fa di lui il primo cliente (pagante) passeggero di New Shepard.

## Lista dei voli
| #  | Missione | Data                    | Equipaggio                                                                                                   | Apogeo                                                                                          | Esito    |
| -- | --- | ----------------------- | --- | ----------------------------------------------------------------------------------------------- | -------- |
| —  | N/A | 19 ottobre 2012         | N.D. | 0.7 km (0.4369 mi)                                                                              | Riuscito |
| —  | Test di interruzione del pad della capsula dell'equipaggio di New Shepard. |                         | |                                                                                                 |          |
| 1  | - New Shepard 1 - RSS Jules Verne ♺ | 29 aprile 2015          | N.D. | 93,5 chilometri (58,1 mi)                                                                       | Parziale |
| 1  | Volo a quota 93,5 km, capsula recuperata, booster schiantato in fase di atterraggio. |                         | |                                                                                                 |          |
| 2  | - New Shepard 2.1 - RSS Jules Verne ♺ | 23 novembre 2015        | N.D. | 329 839 piedi (100,535 km; 62,4695 mi)                                                          | Riuscito |
| 2  | Volo spaziale suborbitale e atterraggio. |                         | |                                                                                                 |          |
| 3  | - New Shepard 2.2 ♺ - RSS Jules Verne ♺ | 22 gennaio 2016         | N.D. | 333 582 piedi (101,676 km; 63,1784 mi)                                                          | Riuscito |
| 3  | Volo spaziale suborbitale e atterraggio di un booster riutilizzato. |                         | |                                                                                                 |          |
| 4  | - New Shepard 2.3 ♺ - RSS Jules Verne ♺ | 2 aprile 2016           | N.D. | 339 178 piedi (103,381 km; 64,2383 mi)                                                          | Riuscito |
| 4  | Volo spaziale suborbitale e atterraggio di un booster riutilizzato. |                         | |                                                                                                 |          |
| 5  | - New Shepard 2.4 ♺ - RSS Jules Verne ♺ | 19 giugno 2016          | N.D. | 331 501 piedi (101,042 km; 62,7843 mi)                                                          | Riuscito |
| 5  | Volo spaziale suborbitale e atterraggio di un booster riutilizzato: il quarto lancio e atterraggio dello stesso razzo. Blue Origin ha pubblicato un webcast in diretta del decollo e dell'atterraggio. |                         | |                                                                                                 |          |
| 6  | - New Shepard 2.5 ♺ - RSS Jules Verne ♺ | 5 ottobre 2016          | N.D. | Booster: 307 458 piedi (93,713 km; 58,2307 mi) Capsula: 23 269 piedi (7,092 km; 4,4070 mi)      | Riuscito |
| 6  | Volo spaziale suborbitale e atterraggio di un booster riutilizzato. Test riuscito del sistema di interruzione in volo. Il quinto e ultimo lancio e atterraggio dello stesso razzo (New Shepard 2). |                         | |                                                                                                 |          |
| 7  | - New Shepard 3.1 - RSS H. G. Wells | 12 dicembre 2017        | N.D. | Booster: 322 032 piedi (98,155 km; 60,9909 mi) Capsula: 322 405 piedi (98,269 km; 61,0616 mi)   | Riuscito |
| 7  | Volo a poco meno di 100 km e atterraggio. Il primo lancio di New Shepard 3 e una nuova Crew Capsule 2.0. |                         | |                                                                                                 |          |
| 8  | - New Shepard 3.2 ♺ - RSS H. G. Wells ♺ | 29 aprile 2018          | N.D. | 351 000 piedi (107 km; 66,5 mi)                                                                 | Riuscito |
| 8  | Volo spaziale suborbitale e atterraggio di un booster riutilizzato. |                         | |                                                                                                 |          |
| 9  | - New Shepard 3.3 ♺ - RSS H. G. Wells ♺ | 18 luglio 2018          | N.D. | 389 846 piedi (118,825 km; 73,8345 mi)                                                          | Riuscito |
| 9  | Volo spaziale suborbitale e atterraggio di un booster riutilizzato, con la Crew Capsule 2.0-1 RSS H.G.Wells, che trasporta un manichino. Test riuscito del sistema di interruzione in volo ad alta quota. La durata del volo è stata di 11 minuti.                                                                            |                         | |                                                                                                 |          |
| 10 | - New Shepard 3.4 ♺ - RSS H. G. Wells ♺ | 23 gennaio 2019         | N.D. | c. 106,9 chilometri (66,4 mi)                                                                   | Riuscito |
| 10 | Volo suborbitale, ritardato dal 18 dicembre 2018. Sono stati trasportati otto carichi utili di ricerca e tecnologia della NASA. |                         | |                                                                                                 |          |
| 11 | - New Shepard 3.5 ♺ - RSS H. G. Wells ♺ | 2 maggio 2019           | N.D. | c. 346 000 piedi (105 km; 65,5 mi)                                                              | Riuscito |
| 11 | Volo suborbitale. Velocità massima di salita:3 568 chilometri all'ora (2 217 mph),, durata: 10 minuti, 10 secondi. Carico utile: 38 carichi utili per la ricerca sulla microgravità (nove sponsorizzati da NASA). |                         | |                                                                                                 |          |
| 12 | - New Shepard 3.6 ♺ - RSS H. G. Wells ♺ | 11 dicembre 2019        | N.D. | c. 104,5 chilometri (64,9 mi)                                                                   | Riuscito |
| 12 | Volo sub-orbitale, Carico utile: molteplici carichi utili commerciali, di ricerca (8 sponsorizzati dalla NASA) ed educativi, comprese le cartoline di Club for the Future. |                         | |                                                                                                 |          |
| 13 | - New Shepard 3.7 ♺ - RSS H. G. Wells ♺ | 13 ottobre 2020, 13:37  | N.D. | c. 351 200 piedi (107,0 km; 66,52 mi)                                                           | Riuscito |
| 13 | 7° volo della stessa capsula/booster. A bordo 12 carichi utili includono Space Lab Technologies, Southwest Research Institute, cartoline e semi per Club for the Future, e vari carichi utili per la NASA tra cui SPLICE per testare le future tecnologie di atterraggio lunare a sostegno del programma Artemis.             |                         | |                                                                                                 |          |
| 14 | - New Shepard 4.1 - RSS First Step | 14 gennaio 2021, 16:57  | N.D. | Booster: 350 858 piedi (106,942 km; 66,4504 mi) Capsula: 351 215 piedi (107,050 km; 66,5180 mi) | Riuscito |
| 14 | Volo di qualificazione senza equipaggio per razzo e capsula New Shepard 4 e volo inaugurale per New Shepard 4 |                         | |                                                                                                 |          |
| 15 | - New Shepard 4.2 ♺ - RSS First Step ♺ | 14 aprile 2021 16:51    | N.D. | Booster: 346 691 piedi (105,671 km; 65,6612 mi) Capsula: 348 753 piedi (106,300 km; 66,0517 mi) | Riuscito |
| 15 | Secondo volo di New Shepard 4, primo test di pre-volo sui passeggeri umani in cui Blue Origin ha condotto una "prova dell'astronauta". Gary Lai, Susan Knapp, Clay Mowry e Audrey Powers, tutto personale di Blue Origin, erano "astronauti sostitutivi". Lai e Powers sono entrati brevemente nella capsula durante il test. |                         | |                                                                                                 |          |
| 16 | - New Shepard 4.3 ♺ - RSS First Step ♺ | 20 luglio 2021 13:12    | * Jeff Bezos * Mark Bezos * Wally Funk * Oliver Daemen                                                       | Booster: 347 188 piedi (105,823 km; 65,7553 mi) Capsula: 351 210 piedi (107,05 km; 66,517 mi)   | Riuscito |
| 16 | Primo volo con equipaggio del New Shepard, con quattro passeggeri: |                         | |                                                                                                 |          |
| 17 | - New Shepard 3.8 ♺ - RSS H. G. Wells ♺ | 25 agosto 2021 14:31    | N.D. | Booster: 347 032 piedi (105,775 km; 65,7258 mi) Capsula: 347 434 piedi (105,898 km; 65,8019 mi) | Riuscito |
| 17 | Missione di carico composta da 18 carichi utili commerciali all'interno della capsula dell'equipaggio, una dimostrazione della tecnologia di atterraggio lunare della NASA installata all'esterno del booster e un'installazione artistica installata all'esterno della capsula dell'equipaggio.                              |                         | |                                                                                                 |          |
| 18 | - New Shepard 4.4 ♺ - RSS First Step ♺ | 13 ottobre 2021 14:49   | * Chris Boshuizen * Glen de Vries * William Shatner * Audrey Powers                                          | Booster: 350 807 piedi (106,926 km; 66,4407 mi) Capsula: 351 186 piedi (107,041 km; 66,5125 mi) | Riuscito |
| 18 | Secondo volo con equipaggio del New Shepard. |                         | |                                                                                                 |          |
| 19 | - New Shepard 4.5 ♺ - RSS First Step ♺ | 11 dicembre 2021        | * Lane Bess * Cameron Bess * Evan Dick * Laura Shepard Churchley * Michael Strahan * Dylan Taylor            | Booster: 106.939 km Capsula: 107.053 km                                                         | Riuscito |
| 19 | Terzo volo con equipaggio del New Shepard. |                         | |                                                                                                 |          |
| 20 | - New Shepard 4.6 ♺ - RSS First Step ♺ | 31 marzo 2022 13:57     | * Marty Allen * Sharon Hagle * Marc Hagle * Jim Kitchen * George Nield * Gary Lai                            | Booster: 106.964 km (66.4644 mi) Capsula: 107.069 km (66.5295 mi)                               | Riuscito |
| 20 | Quarto volo con equipaggio del New Shepard. |                         | |                                                                                                 |          |
| 21 | - New Shepard 4.7 ♺ - RSS First Step ♺ | 4 giugno 2022           | * Evan Dick * Katya Echazarreta * Hamish Harding * Victor Correa Hespanha * Jaison Robinson * Victor Vescovo | Booster: 106.93 km Capsula: 107.041 km                                                          | Riuscito |
| 21 | Quinto volo con equipaggio del New Shepard. |                         | |                                                                                                 |          |
| 22 | - New Shepard 4.8 ♺ - RSS First Step ♺ | 4 agosto 2022           | * Coby Cotton * Mário Ferreira * Vanessa O'Brien * Clint Kelly III * Sara Sabry * Steve Young                | Booster: 106.944 km Capsula: 107.056 km                                                         | Riuscito |
| 22 | Sesto volo con equipaggio del New Shepard. |                         | |                                                                                                 |          |
| 23 | - New Shepard 3.9 ♺ - RSS H. G. Wells | 12 settembre 2022 13:30 | N.D. | 11.400 km                                                                                       | Fallito  |
| 23 | Missione di carico utile con 36 carichi utili commerciali a bordo, di cui due all'esterno del booster. Esplosione avvenuta a 11km circa. |                         | |                                                                                                 |          |
| 24 | - New Shepard 4.9 ♺ - RSS H. G. Wells ♺ | 19 dicembre 2023, 16:43 | N.D. | Booster: 106.941 km Capsula: 107.060 km                                                         | Riuscito |
| 24 | Missione Return to Flight riuscita dopo il fallimento dell'NS-23 più di un anno prima. 33 carichi utili e 38.000 cartoline del Club for the Future da studenti di tutto il mondo |                         | |                                                                                                 |          |
| 25 | - New Shepard 4.10 ♺ - RSS First Step ♺ | 19 maggio 2024          | * Kenneth Hess * Sylvain Chiron * Mason Angel * Ed Dwight * Carol Schaller * Gopi Thotakura                  | c. 106 km                                                                                       | Riuscito |
| 25 | Settimo volo con equipaggio del New Shepard. |                         | |                                                                                                 |          |
| 26 | - New Shepard 4.11 ♺ - RSS First Step ♺ | 29 agosto 2024          | * Ephraim Rabin * Nicolina Elrick * Eugene Grin * Rob Ferl * Karsen Kitchen * Eiman Jahangir                 | Booster: 103.6 km Capsula: 103.8 km                                                             | Riuscito |
| 26 | Ottavo volo con equipaggio del New Shepard. |                         | |                                                                                                 |          |
| 27 | - New Shepard 5.1 ♺ - RSS Kármán Line ♺ | 23 ottobre 2024         | | Booster: 101 km Capsula: 101 km                                                                 | Riuscito |
| 27 | Primo volo del modulo di propulsione NS5 e della capsula RSS Kármán Line. A bordo 12 carichi utili e decine di migliaia di cartoline del Club for the Future. |                         | |                                                                                                 |          |

## Sviluppo
L'inizio delle prove di volo a bassa quota (fino a 600 m) con i prototipi in scala del New Shepard era previsto per il quarto trimestre del 2006. Successivamente è stato confermato l'inizio nel novembre 2006 in un comunicato stampa di Blue Origin. Il programma di test di volo dei prototipi avrebbe comportato fino a dieci voli. Le prove a 100 km di altezza erano in programma tra il 2007 e il 2009 con prototipi sempre più grandi e attrezzati. Inizialmente, il veicolo a grandezza naturale doveva essere operativo e redditizio già nel 2010 tuttavia quell'obiettivo non era stato raggiunto e il primo volo di prova di un veicolo New Shepard è stato completato con successo nel 2015, con il servizio commerciale attualmente finalizzato non prima del 2018. Il veicolo potrebbe volare fino a 50 volte all'anno. Era necessario un permesso della FAA affinché iniziassero i voli di prova e una licenza separata affinché iniziassero le operazioni commerciali. Blue ha tenuto una riunione pubblica il 15 giugno 2006 a Van Horn, come parte della public comment opportunity necessaria per garantire i permessi della FAA. Nel 2006 Blue Origin prevedeva che una volta approvate le operazioni commerciali, si aspettava di condurre un massimo di 52 lanci all'anno dal West Texas. Il RLV trasporterà tre o più passeggeri per operazione.

### Prototipo veicolo di prova
Una prova di volo iniziale di un prototipo di veicolo si è svolta il 13 novembre 2006 alle 6:30 ora locale (12:30 UTC); un volo precedente il 10 viene annullato a causa dei venti. Questo ha segnato il primo volo di test di sviluppo intrapreso da Blue Origin. Il volo è stato il primo prototipo di veicolo, noto come Goddard. Il volo, che raggiunse una quota di 285 piedi (87 m), fu riuscito. I video sono disponibili sul sito web di Blue Origin.

### Secondo veicolo di prova
Un secondo veicolo di prova fece due voli nel 2011. Il primo volo era un piccolo "hop" (altitudine bassa, e VTVL) eseguito il 6 maggio 2011. All'agosto 2011 il veicolo era noto solo come "PM2", ricavato dalle informazioni che la società ha depositato presso la FAA prima del suo secondo volo di prova ad alta altitudine e ad alta velocità di fine agosto. I media hanno ipotizzato che ciò potrebbe significare "Propulsion Module".
Questo veicolo volò una seconda volta il 24 agosto 2011, nel Texas occidentale. Il volo fallì quando il personale di terra perse il contatto e il controllo del veicolo. L'azienda recuperò i resti della navicella spaziale. Il 2 settembre 2011, Blue Origin pubblicò i risultati della causa del guasto. Quando il veicolo ha raggiunto Mach 1,2 e l'altitudine di 45 000 piedi (14 000 m), una "instabilità del volo portò a un angolo di attacco che ha innescato [il] Range Safety and Telemetry System per interrompere la spinta sul veicolo".

### Coinvolgimento con il programma Commercial Crew Development della NASA
Inoltre, Blue Origin ha ricevuto 3,7 milioni di dollari nella fase 1 del Commercial Crew Development per far avanzare diversi obiettivi di sviluppo del suo innovativo "pusher" launch abort system (LAS) e recipiente in pressione composito.
Al febbraio 2011, con la fine del secondo test su terra, Blue Origin ha completato tutti i lavori previsti dal contratto di fase 1 per il sistema di fuga pusher. Hanno anche "completato il lavoro sull'altro aspetto del suo premio, un lavoro di riduzione del rischio su un recipiente a pressione composito" per il veicolo.

## Voli suborbital commerciali

### Voli passeggeri
Dopo la quinta e ultima volo di prova del booster NS2 e della capsula di prova nel mese di ottobre 2016, Blue Origin ha indicato che erano nei tempi per eseguire un volo di prova con astronauti entro la fine del 2017, e cominciare voli suborbitali commerciali con passeggeri nel 2018. Dopo quindici voli di prova, l'azienda lanciò nello spazio i suoi primi 4 passeggeri nel 2021: erano Wally Funk, Jeff Bezos, Mark Bezos, and Oliver Daemen.

### Carichi utili di ricerca suborbitali della NASA
Al marzo 2011, Blue Origin aveva presentato il veicolo di lancio riutilizzabile New Shepard da utilizzare come razzo senza equipaggio in occasione della richiesta di lanciatori suborbitali riutilizzabili (sRLV) nell'ambito del Flight Opportunities Program della NASA. Blue Origin prevedeva di raggiungere 100 km (330 000 ft) di altitudine in voli della durata di circa dieci minuti, portando un payload di ricerca di 11,3 kg (25 lb). A marzo 2016, Blue ha notato che "dovrebbero iniziare a volare con carichi scientifici non accompagnati più tardi [nel 2016]".

## Design
Il New Shepard è un veicolo spaziale completamente riutilizzabile, con decollo e atterraggio verticali (VTVL) composto da due parti principali: una capsula per l'equipaggio pressurizzata e un razzo ausiliario (booster) che Blue Origin chiama modulo di propulsione. Il New Shepard è controllato interamente dal computer di bordo, senza controllo da terra né un pilota umano.

### Capsula per l'equipaggio
La New Shepard Crew Capsule è una capsula per l'equipaggio pressurizzata che può trasportare sei persone e supporta un launch escape system "full-envelope" in grado di separare la capsula dal booster in qualsiasi momento della salita. Il volume interno della capsula è di 15 m³. La Crew Capsule Escape Solid Rocket Motor (CCE-SRM) proviene da Aerojet Rocketdyne. Dopo la separazione, vengono schierati due o tre paracaduti. Poco prima dell'atterraggio, si accendono i retrorazzi.

### Modulo di propulsione
Il modulo di propulsione del New Shepard è alimentato utilizzando il BE-3, un motore a razzo che brucia idrogeno ed ossigeno liquido. Inizialmente furono sviluppati motori con altri propellenti: il motore BE-1 che utilizzava perossido di idrogeno e il motore BE-2 che utilizza ossidante ad alta resistenza al perossido e cherosene RP-1.